# Provincia de Campero
La provincia de Campero es una provincia boliviana situada en el centro del país, en el departamento de Cochabamba. Tiene una superficie de 5.550 km² y una población de 35.763 habitantes (según el Censo INE 2012). Tiene como capital a la localidad de Aiquile en el municipio homónimo. Lleva su nombre en honor al presidente boliviano Narciso Campero.

## Historia
La provincia de Campero fue creada mediante decreto supremo del 8 de julio de 1899, durante la Junta Federal de Gobierno, separándose de la provincia de Mizque.

## Geografía
Es una de las 16 provincias que componen el departamento de Cochabamba. Tiene una superficie de 5550 km², lo que representa un 9,98 % de la superficie total del departamento. Está ubicada entre los 18°15′ de latitud sur y los 65°20′ de longitud oeste del meridiano de Greenwich. Limita al norte con la provincia de Carrasco, al este con el departamento de Santa Cruz, al sur con el departamento de Chuquisaca y al oeste con la provincia de Mizque y el departamento de Potosí.

## Municipios
La provincia de Campero está compuesta de 3 municipios, los cuales son:
- Aiquile
- Pasorapa
- Omereque

El 12 de julio de 2016 fue promulgada la ley n.º 813 que creó la unidad territorial territorio indígena originario campesino de Raqaypampa dentro de la provincia de Mizque, reduciendo el territorio de los municipios de Mizque y de Aiquile, por lo que parte de la provincia de Campero pasó a la provincia de Mizque.

## Demografía
De acuerdo con el censo boliviano de 2024, la población de la provincia de Campero es de 36 146 habitantes.
La población de la provincia ha aumentado aproximadamente una quinta parte en las últimas tres décadas:
| Población histórica de la provincia de Campero | Población histórica de la provincia de Campero | Población histórica de la provincia de Campero | Población histórica de la provincia de Campero | Población histórica de la provincia de Campero |
| Año                                            | Habitantes                                     | Crecimiento Intercensal                        | Censo de Población                             | Ref.                                           |
| ---------------------------------------------- | ---------------------------------------------- | ---------------------------------------------- | ---------------------------------------------- | ---------------------------------------------- |
| Siglo XX                                       |                                                |                                                |                                                |                                                |
| 1900                                           | 14 536                                         | Sin cambios                                    | Censo boliviano de 1900                        | [ 7 ]                                          |
| 1950                                           | 21 254                                         | + 46,21 %                                      | Censo boliviano de 1950                        | [ 8 ]                                          |
| 1976                                           | 31 787                                         | + 49,55 %                                      | Censo boliviano de 1976                        | [ 8 ]                                          |
| 1992                                           | 30 358                                         | - 4,49 %                                       | Censo boliviano de 1992                        | [ 8 ]                                          |
| Siglo XXI                                      |                                                |                                                |                                                |                                                |
| 2001                                           | 37 011                                         | + 21,91 %                                      | Censo boliviano de 2001                        | [ 8 ]                                          |
| 2012                                           | 35 763                                         | - 3,37 %                                       | Censo boliviano de 2012                        | [ 8 ]                                          |
| 2024                                           | 36 146                                         |                                                | Censo boliviano de 2024                        | [ 6 ]                                          |

| Evolución histórica de la población de la provincia de Narciso Campero (según los censos bolivianos y proyección 2022) |
| --- |
| |